# Бюджет України на 2015 рік
Бюджет України на 2015 рік - це національний бюджет на 2015 фінансовий рік, який діє з 1 січня 2015 року по 31 грудня 2015 року. Бюджет має форму бюджетного законопроєкту, який повинен бути погоджений Верховною Радою, щоб стати остаточним, але ніколи не отримує підпису чи вето Президента України. Фактичні державні витрати відбуватимуться через законодавство про пізніші асигнування, яке підписане законом.

## Огляд
Парламент України затверджує закони жорсткої економії, необхідні для проєкту бюджету, рано вранці 29 грудня 2014 року. "Цей бюджет, як і інші бюджети, прийняті в цьому залі, далеко не ідеальний", - сказав Яценюк перед голосуванням. "Ось чому бюджет повинен бути переглянутий не пізніше лютого 2015 року". Рада зазнала тиску якнайшвидше затвердити бюджет перед новим фінансовим роком. Україна прагнула відкрити наступний транш кредит від МВФ у розмірі 17 мільярдів доларів.

## Загальні доходи та витрати
Ці таблиці вказані в мільярдах гривень. Проєкт бюджету на 2015 рік.

### Прибутки
| Елемент                                                  | Запитується | Прийнято |
| -------------------------------------------------------- | ----------- | -------- |
| Податок на доходи фізичних осіб                          | 45 000      |          |
| Соціальне страхування та інші податки на заробітну плату |             |          |
| Податок на прибуток підприємств                          | 33 573      |          |
| Акцизний податок                                         | 36 525      |          |
| Митні збори                                              | 31 717      |          |
| Податки на майно та подарунки                            |             |          |
| Національний банк України                                | 65,4        |          |
| Інші різні прибутки                                      |             |          |
| Усього                                                   |             |          |

### Видатки
| Міністерство                                           | Витрати |
| ------------------------------------------------------ | ------- |
| Економічний розвиток і торгівля                        | 0,8     |
| Інфраструктура                                         | 0,032   |
| Соціальна політика                                     | 98      |
| Регіональний розвиток, будівництво та комунальне життя | 1,2     |
| Освіта та наука, молодь та спорт                       | 19,7    |
| Культура                                               | 2,1     |
| Оборона                                                | 90      |
| Безпека здоров'я                                       | 6,5     |
| Інтер'єр                                               | 14,8    |
| Аграрна політика та продовольство                      | 1,1     |
| Справедливість                                         | 5       |
| Зовнішня політика                                      | 2,2     |
| Фінанси                                                | 1,7     |
| Енергетика та вугільна промисловість                   | 1,5     |
| Екологія та природні ресурси                           | 3,4     |
| Надзвичайні ситуації                                   | 3,6     |
| Інформація                                             | 0,004   |
| Верховна Рада                                          | 0,5     |
| Секретаріат Кабінету Міністрів                         | 0,247   |